# Nati il 22 aprile

## XII secolo(1)
- 1178 - Sancha del Portogallo, badessa portoghese († 1229)

## XV secolo(6)
- 1412 - Reinardo III di Hanau, conte tedesco († 1452)
- 1420 - Marco Barbo, cardinale e patriarca cattolico italiano († 1491)
- 1434 - Giorgio Antonio Vespucci, umanista italiano († 1514)
- 1444 - Elisabetta di York, principessa inglese († 1503)
- 1451 - Isabella di Castiglia, regina spagnola († 1504)
- 1461 - Girolamo Cinozzi, medico e scrittore italiano

## XVI secolo(11)
- 1513 - Tachibana Dōsetsu, militare giapponese († 1585)
- 1517 - Pietro degli Angeli, umanista italiano († 1596)
- 1518 - Antonio di Borbone-Vendôme, sovrano francese († 1562)
- 1524 - Pietro Fauno, vescovo cattolico italiano († 1592)
- 1541 - Filippo II d'Assia-Rheinfels, nobile tedesco († 1583)
- 1566 - Ottavio Gaetani, gesuita e storico italiano († 1620)
- 1571 - Giovanni Branca, ingegnere e architetto italiano († 1645)
- 1592 - Wilhelm Schickard, scienziato tedesco († 1635)
- 1593 - Matteo Sacchetti, I marchese di Castel Rigattini, nobile italiano († 1659)
- 1597 - Gilles De Haes, militare fiammingo († 1657)
- 1600 - Alessandro dal Borro, condottiero italiano († 1656)

## XVII secolo(11)
- 1601 - Carlo Filippo Vasa, duca svedese († 1622)
- 1610 - Papa Alessandro VIII, papa, vescovo cattolico e cardinale italiano († 1691)
- 1617 - Giovanni Dolfin, cardinale, patriarca cattolico e drammaturgo italiano († 1699)
- 1628 - Georg Matthäus Vischer, incisore e cartografo austriaco († 1696)
- 1638 - Carlo Fontana, architetto, scultore e ingegnere italiano († 1714)
- 1639 - Laura Martinozzi, nobildonna italiana († 1687)
- 1640 - Mariana Alcoforado, monaca cristiana portoghese († 1723)
- 1645 - Cristina di Baden-Durlach, principessa tedesca († 1705)
- 1658 - Giuseppe Torelli, violinista e compositore italiano († 1709)
- 1668 - Giovanni Paolo Torti Rogadei, abate e vescovo cattolico italiano († 1742)
- 1690 - John Carteret, II conte Granville, politico britannico († 1763)

## XVIII secolo(45)
- 1707 - Henry Fielding, scrittore, drammaturgo e giornalista inglese († 1754)
- 1711 - Paolo II Antonio Esterházy, nobile, militare e diplomatico († 1762)
- 1711 - Eleazar Wheelock, pastore protestante, educatore e filantropo statunitense († 1779)
- 1712 - Mattia De Mare, pittore italiano († 1773)
- 1714 - Giovanni Battista Negrone, doge († 1771)
- 1718 - Salvatore D'Aula, presbitero, letterato e filologo italiano († 1782)
- 1719 - Filippo Ferrero della Marmora, politico e militare italiano († 1789)
- 1724 - Immanuel Kant, filosofo tedesco († 1804)
- 1726 - Bonifacio Da Ponte, vescovo cattolico italiano († 1810)
- 1726 - Joseph Johann Ferraris, generale e cartografo austriaco († 1814)
- 1736 - Giovanni Ludovico di Wallmoden-Gimborn, generale inglese († 1811)
- 1738 - Anna Elisabetta Luisa di Brandeburgo-Schwedt, nobile († 1820)
- 1744 - Pietro Miliani, imprenditore italiano († 1817)
- 1745 - Giovanni Luigi Moncada, nobile e politico italiano († 1827)
- 1748 - Daniele Andrea Dolfin, nobile, politico e diplomatico italiano († 1798)
- 1757 - Josef Grassi, pittore e miniatore austriaco († 1838)
- 1758 - Francisco Javier Castaños, generale spagnolo († 1852)
- 1758 - Giovanni Battista de Martino di Pietradoro, vescovo cattolico italiano († 1826)
- 1760 - Akbar II, imperatore indiano († 1837)
- 1762 - Aleksej Grigor'evič Bobrinskij, conte († 1813)
- 1762 - Anton Francesco Menchi, cantastorie e poeta italiano († 1828)
- 1766 - Luigi Colla, avvocato, politico e botanico italiano († 1848)
- 1766 - Madame de Staël, scrittrice e socialite francese († 1817)
- 1768 - Antonio Bonfanti, generale italiano († 1851)
- 1770 - Pierre-Joseph Rey, vescovo cattolico italiano († 1842)
- 1772 - George Cockburn, ammiraglio britannico († 1853)
- 1773 - Girolamo Pignatelli, generale italiano († 1848)
- 1773 - Giuseppe Scarlata Xibilia Platamone, generale e nobile italiano († 1835)
- 1775 - Pietro Frediani, scrittore e poeta italiano († 1857)
- 1775 - Georg Hermes, teologo e filosofo tedesco († 1831)
- 1779 - Ivan Ivanovič Kozlov, poeta russo († 1840)
- 1780 - Enrichetta di Nassau-Weilburg, duchessa († 1857)
- 1781 - José de Madrazo, pittore spagnolo († 1859)
- 1783 - Nicolas Brazier, poeta, cantautore e drammaturgo francese († 1838)
- 1783 - Antonio Coppi, presbitero, storico e archeologo italiano († 1870)
- 1786 - György Majláth, nobile e politico ungherese († 1861)
- 1787 - Joaquín Fernández de Córdoba, generale e senatore spagnolo († 1871)
- 1788 - Pierre Joseph Pelletier, chimico francese († 1842)
- 1789 - Manuel Gómez Pedraza, politico e generale messicano († 1851)
- 1792 - Gaspare Domenico Regis, militare, politico e patriota italiano († 1872)
- 1793 - Ludvig Bødtcher, scrittore danese († 1874)
- 1795 - Johann Friedrich Böhmer, storico, diplomatista e bibliotecario tedesco († 1863)
- 1797 - Jean Léonard Marie Poiseuille, medico, fisiologo e fisico francese († 1869)
- 1798 - Clemente de Maugny, politico e generale francese († 1859)
- 1800 - Maria Francesca di Braganza, nobile portoghese († 1834)

## XIX secolo(152)
- 1801 - Fox Maule-Ramsay, XI conte di Dalhousie, nobile e politico scozzese († 1874)
- 1802 - Jurij Venelin, slavista e etnografo russo († 1839)
- 1803 - Domenico Peranni, patriota e politico italiano († 1875)
- 1804 - Aleksandr Vasil'evič Viskovatov, storico e pittore russo († 1858)
- 1805 - Eugène Devéria, pittore francese († 1865)
- 1809 - William King, geologo irlandese († 1886)
- 1809 - Eduard Arnold Martin, ginecologo tedesco († 1875)
- 1810 - Augusto del Liechtenstein, principe austriaco († 1884)
- 1810 - Hippolyte de Villemessant, giornalista francese († 1879)
- 1811 - Ludwig Otto Hesse, matematico tedesco († 1882)
- 1812 - James Broun-Ramsay, I marchese di Dalhousie, nobile e politico scozzese († 1860)
- 1812 - Francesco Cuzzetti, avvocato e politico italiano († 1867)
- 1812 - Walthère Frère-Orban, politico belga († 1896)
- 1812 - Hermann Wasserschleben, storico e giurista tedesco († 1893)
- 1813 - Jørgen Moe, poeta, scrittore e vescovo luterano norvegese († 1882)
- 1815 - Teodoro Bonanni d'Ocre, nobile e politico italiano († 1894)
- 1815 - Girolamo Magnani, decoratore e scenografo italiano († 1889)
- 1815 - Wilhelm Peters, zoologo, esploratore e medico tedesco († 1883)
- 1816 - Philip James Bailey, poeta inglese († 1902)
- 1816 - Charles Denis Bourbaki, generale francese († 1897)
- 1816 - Massimiliano Martinelli, magistrato, notaio e politico italiano († 1893)
- 1817 - Carl Ramon Soter von Lederer, diplomatico e nobile austriaco († 1890)
- 1817 - Julius Wilhelm Planck, giurista tedesco († 1900)
- 1818 - Cadwallader Colden Washburn, politico e militare statunitense († 1882)
- 1819 - Friedrich von Bodenstedt, scrittore tedesco († 1892)
- 1822 - Patrick Alexander Vans Agnew, funzionario britannico († 1848)
- 1823 - Ferdinando Agostini Venerosi della Seta, politico, patriota e militare italiano († 1852)
- 1824 - Panfilo da Magliano, religioso italiano († 1876)
- 1825 - Carlo Ghirlanda Silva, patriota italiano († 1903)
- 1828 - Jules Ferrette, vescovo cristiano orientale francese († 1904)
- 1828 - Giovanni Kminek-Szedlo, egittologo ceco († 1896)
- 1830 - Michel Croz, alpinista francese († 1865)
- 1830 - Emily Davies, attivista e educatrice britannica († 1921)
- 1832 - Antonio Santarelli, archeologo italiano († 1920)
- 1834 - Gaston Planté, fisico francese († 1889)
- 1835 - Guglielmo Andreoli, pianista e compositore italiano († 1860)
- 1841 - Edgar Demange, avvocato francese († 1925)
- 1843 - Anton Egorovič Zal'ca, generale e nobile russo († 1916)
- 1845 - Carlo Caneva, generale italiano († 1922)
- 1845 - Izidor Kršnjavi, pittore, storico dell'arte e politico croato († 1927)
- 1847 - Vladimir Aleksandrovič Romanov, nobile russo († 1909)
- 1848 - Alexander von Winiwarter, medico austriaco († 1917)
- 1849 - Romualdo Braschi-Onesti, III duca di Nemi, nobile italiano († 1923)
- 1849 - Thomas W. Piper, serial killer canadese († 1876)
- 1850 - Veronica Micle, poetessa e scrittrice romena († 1889)
- 1851 - Augusto Donati, avvocato italiano († 1903)
- 1852 - Carlo Catani, ingegnere italiano († 1918)
- 1852 - Guglielmo IV di Lussemburgo, nobile († 1912)
- 1852 - Frank Miles, pittore inglese († 1891)
- 1852 - William Earl Dodge Scott, ornitologo statunitense († 1910)
- 1853 - Alphonse Bertillon, criminologo francese († 1914)
- 1854 - Henri La Fontaine, politico e avvocato belga († 1943)
- 1854 - Vito Domenico Palumbo, poeta e grecista italiano († 1918)
- 1855 - Gustav von Rohden, teologo tedesco († 1942)
- 1857 - Domenico Ferri, pittore italiano († 1940)
- 1858 - Mademoiselle Dudlay, attrice belga († 1934)
- 1858 - Rosa Maltoni, insegnante italiana († 1905)
- 1858 - Ethel Smyth, compositrice, scrittrice e attivista britannica († 1944)
- 1858 - Josef Velenovský, botanico e micologo ceco († 1949)
- 1859 - Constance Gwladys Herbert, nobildonna inglese († 1917)
- 1859 - Pasquale Penta, medico e criminologo italiano († 1904)
- 1859 - Ottilie Roederstein, pittrice svizzera († 1937)
- 1860 - Sophie Pagay, attrice austriaca († 1937)
- 1861 - Emil Müller, matematico austriaco († 1927)
- 1861 - István Tisza, politico ungherese († 1918)
- 1862 - Hayden Coffin, cantante e attore inglese († 1935)
- 1863 - Walter Franklin Prince, parapsicologo e presbitero statunitense († 1934)
- 1864 - Petro Nini Luarasi, attivista, presbitero e insegnante albanese († 1911)
- 1865 - Gertrude Appleyard, arciera britannica († 1917)
- 1866 - Hans von Seeckt, generale tedesco († 1936)
- 1868 - George D. Baker, regista e sceneggiatore statunitense († 1933)
- 1868 - Maria Valeria d'Asburgo-Lorena, nobildonna austriaca († 1924)
- 1869 - Carlo Gregorio Maria Grasso, arcivescovo cattolico italiano († 1929)
- 1870 - Pietro Beretta, imprenditore italiano († 1957)
- 1870 - Lenin, rivoluzionario, politico e filosofo russo († 1924)
- 1872 - Claude Holgate, lottatore statunitense († 1937)
- 1872 - Robert Reinert, regista e sceneggiatore austriaco († 1928)
- 1872 - Margherita di Prussia, principessa prussiana († 1954)
- 1873 - Ellen Glasgow, scrittrice e poetessa statunitense († 1945)
- 1873 - Luigi Lucheni, anarchico italiano († 1910)
- 1873 - W. C. Robinson, attore statunitense († 1942)
- 1873 - Friedrich Wilhelm von Bissing, egittologo tedesco († 1956)
- 1874 - Wu Peifu, generale e politico cinese († 1939)
- 1874 - Arnaldo de Mohr, editore e scrittore italiano († 1921)
- 1875 - Louis Martin, pallanuotista e nuotatore francese († 1957)
- 1876 - Robert Bárány, medico austriaco († 1936)
- 1876 - Ole Edvart Rolvaag, scrittore statunitense († 1931)
- 1877 - Alojz Kraigher, scrittore, drammaturgo e medico sloveno († 1959)
- 1878 - Kitty Gordon, attrice teatrale britannica († 1974)
- 1878 - Zofka Kveder, scrittrice e attivista slovena († 1926)
- 1878 - Franz Riklin, psichiatra e pittore svizzero († 1938)
- 1878 - Mary Cleo Tarlarini, attrice e produttrice cinematografica italiana († 1954)
- 1879 - Emil Schwegler, ginnasta e multiplista statunitense († 1968)
- 1880 - Antonio Tacconi, politico italiano († 1962)
- 1881 - Ksenija del Montenegro, principessa montenegrina († 1960)
- 1882 - Fernand Halbart, velocista belga († 1952)
- 1884 - Carl Clewing, cantante, attore e insegnante tedesco († 1954)
- 1884 - Auguste Gaspais, vescovo cattolico e missionario francese († 1952)
- 1884 - Armas Launis, compositore, etnomusicologo e giornalista finlandese († 1959)
- 1884 - Otto Rank, filosofo e psicoanalista austriaco († 1939)
- 1884 - Carlo Vittorio Varetti, ingegnere, storico della scienza e dirigente sportivo italiano († 1963)
- 1885 - John Russell, scrittore e sceneggiatore statunitense († 1956)
- 1885 - Maria Teohari, astronoma e insegnante rumena († 1975)
- 1886 - Thomas Percy Hilditch, chimico inglese († 1965)
- 1886 - Arrigo Levasti, insegnante italiano († 1973)
- 1886 - Fred Rebell, navigatore lettone († 1968)
- 1887 - Harald Bohr, matematico e calciatore danese († 1951)
- 1887 - James Norman Hall, scrittore statunitense († 1951)
- 1887 - Flora Morris, attrice britannica († 1953)
- 1888 - Carlo Agostini, patriarca cattolico italiano († 1952)
- 1888 - Edmund Jacobson, medico, psicologo e fisiologo statunitense († 1983)
- 1889 - Richard Glücks, generale e poliziotto tedesco († 1945)
- 1889 - Ludwig Renn, scrittore tedesco († 1979)
- 1890 - Erwin Jaenecke, generale tedesco († 1960)
- 1890 - Rudolf Wenninger, generale tedesco († 1945)
- 1891 - Belle Bennett, attrice statunitense († 1932)
- 1891 - Vittorio Jano, progettista italiano († 1965)
- 1891 - Harold Jeffreys, matematico, astronomo e statistico inglese († 1989)
- 1891 - Carlo Margotti, arcivescovo cattolico italiano († 1951)
- 1891 - Sacco e Vanzetti, operaio e anarchico italiano († 1927)
- 1891 - Vincenzo Salvadore, ingegnere e politico italiano († 1974)
- 1891 - George Tessier, storico, archivista e diplomatista francese († 1967)
- 1892 - Donato Abbatángelo, calciatore argentino
- 1892 - Isabelle Blume, politica belga († 1975)
- 1892 - Teofilo Fontana, politico italiano († 1962)
- 1892 - Gyula Neukomm, compositore di scacchi ungherese († 1957)
- 1892 - Nikolaj Borisovič Obukov, compositore russo († 1954)
- 1892 - Georg Schneider, calciatore tedesco († 1961)
- 1892 - Tullio Tamburini, militare italiano († 1957)
- 1893 - Husayn Bey, principe della Corona di Tunisia, principe tunisino († 1969)
- 1893 - James Willard, tennista australiano († 1968)
- 1894 - Vincenzo Contratti, militare e aviatore italiano († 1918)
- 1894 - Umberto Pace, militare italiano († 1915)
- 1894 - Max Weinreich, linguista russo († 1969)
- 1894 - Lizzie van Zyl, sudafricana († 1901)
- 1895 - René Boulanger, ginnasta francese († 1945)
- 1895 - Guido Mazzali, politico, giornalista e pubblicitario italiano († 1960)
- 1895 - Umberto Ripamonti, ciclista su strada italiano († 1959)
- 1896 - Gunnar Jamvold, velista norvegese († 1984)
- 1896 - Max Ludwig, bobbista tedesco († 1957)
- 1897 - Frands Faber, hockeista su prato danese († 1933)
- 1897 - Charles LeMaire, costumista statunitense († 1985)
- 1898 - Luigi Poggetti, calciatore italiano
- 1899 - Paul Brochart, velocista belga († 1971)
- 1899 - Seward Collins, editore e sociologo statunitense († 1952)
- 1899 - Byron Haskin, regista, direttore della fotografia e effettista statunitense († 1984)
- 1899 - Vladimir Nabokov, scrittore, saggista e critico letterario russo († 1977)
- 1899 - Vittoria Titomanlio, politica italiana († 1988)
- 1899 - Luigi Vaschi, militare e aviatore italiano († 1935)
- 1900 - Domenico Acerbi, aviatore e religioso italiano († 1984)
- 1900 - Joseph Hasler, vescovo cattolico svizzero († 1985)
- 1900 - Natal'ja Rozenel', attrice sovietica († 1962)

## XX secolo(914)
- 1901 - Bert Plaxton, hockeista su ghiaccio canadese († 1970)
- 1901 - Alexandre Vialatte, scrittore francese († 1971)
- 1902 - Henri Lafont, criminale francese († 1944)
- 1902 - Megan Lloyd George, politica britannica († 1966)
- 1903 - Daphne Akhurst, tennista australiana († 1933)
- 1903 - Paul Lemerle, storico francese († 1989)
- 1903 - Karl Eberhard Schöngarth, generale tedesco († 1946)
- 1904 - Cesare Gallino, direttore d'orchestra e pianista italiano († 1999)
- 1904 - Ramnath Goenka, imprenditore e giornalista indiano († 1991)
- 1904 - Nélson Monteiro de Souza, cestista brasiliano († 1963)
- 1904 - J. Robert Oppenheimer, fisico statunitense († 1967)
- 1904 - Mino Pretti, politico italiano († 1981)
- 1904 - Annibale Silvani, calciatore italiano († 1989)
- 1904 - María Zambrano, filosofa e saggista spagnola († 1991)
- 1904 - Giovanni Zucchi, calciatore italiano († 1985)
- 1905 - Giorgio Pastina, regista e sceneggiatore italiano († 1956)
- 1905 - Stasys Sabaliauskas, calciatore lituano († 1927)
- 1906 - Eddie Albert, attore, showman e cantante statunitense († 2005)
- 1906 - Riccardo Billi, attore e doppiatore italiano († 1982)
- 1906 - Hendrik Joan Drossaart Lulofs, filologo classico e storico della filosofia olandese († 1998)
- 1906 - Gustavo Adolfo di Svezia, principe svedese († 1947)
- 1907 - Lucio Del Vecchio, scacchista italiano († 1980)
- 1907 - Laurier Lister, commediografo, attore e regista teatrale britannico († 1986)
- 1907 - Petrus Canisius Jean van Lierde, vescovo cattolico belga († 1995)
- 1908 - Giuseppe Bonizzoni, allenatore di calcio e calciatore italiano († 1976)
- 1908 - Josef Chloupek, calciatore austriaco († 1974)
- 1908 - Ivan Antonovič Efremov, paleontologo e scrittore di fantascienza russo († 1972)
- 1908 - Augusta Guidetti, docente, scrittrice e giornalista italiana († 1998)
- 1908 - Henry Lionel Lawrence, autore di fantascienza britannico († 1990)
- 1908 - Janina Lewandowska, aviatrice polacca († 1940)
- 1908 - Adriana Ramelli, letterata svizzero († 1996)
- 1908 - Luigi Recalcati, calciatore italiano († 1939)
- 1908 - Leonard Schapiro, storico britannico († 1983)
- 1908 - Ludwika Wawrzyńska, insegnante polacca († 1955)
- 1909 - Ralph Byrd, attore statunitense († 1952)
- 1909 - Eugenio Colorni, filosofo, politico e antifascista italiano († 1944)
- 1909 - Paola Levi-Montalcini, pittrice italiana († 2000)
- 1909 - Rita Levi-Montalcini, neurologa italiana († 2012)
- 1909 - Lee Lin-Chiu, cantautore taiwanese († 1979)
- 1909 - Spyridōn Markezinīs, politico greco († 2000)
- 1909 - Indro Montanelli, giornalista, saggista e scrittore italiano († 2001)
- 1910 - Jenny Alpha, attrice e cantante francese († 2010)
- 1910 - Federico Francesco di Meclemburgo-Schwerin, nobile tedesco († 2001)
- 1911 - Edith Atwater, attrice statunitense († 1986)
- 1911 - Wee Willie Smith, cestista statunitense († 1992)
- 1911 - Wilhelm Zander, militare tedesco († 1974)
- 1912 - Kathleen Ferrier, contralto inglese († 1953)
- 1912 - Vittore Martini, allenatore di calcio e calciatore italiano († 1993)
- 1913 - Pier Giacomo Castiglioni, architetto e designer italiano († 1968)
- 1913 - Bertil Malmberg, filologo e linguista svedese († 1994)
- 1914 - Hans Baumann, scrittore e traduttore tedesco († 1988)
- 1914 - Alfredo B. Crevenna, regista e sceneggiatore messicano († 1996)
- 1914 - Luigi Cavalieri, bobbista italiano († 1992)
- 1914 - Baldev Raj Chopra, regista, sceneggiatore e produttore cinematografico indiano († 2008)
- 1914 - Aldo Croce, calciatore italiano
- 1914 - Giovanna Daffini, cantante italiana († 1969)
- 1914 - Vito Guarrasi, avvocato e imprenditore italiano († 1999)
- 1914 - Jan de Hartog, drammaturgo olandese († 2002)
- 1914 - José Abelardo Quiñones Gonzáles, aviatore e militare peruviano († 1941)
- 1914 - Lucia Ronda, supercentenaria italiana
- 1914 - Joe Sotak, cestista statunitense († 1984)
- 1914 - Michael Wittmann, militare tedesco († 1944)
- 1915 - Gastone Piccinini, partigiano italiano († 1994)
- 1915 - Giuseppe Rigolli, militare e aviatore italiano († 1937)
- 1915 - Cristiano Rodeghiero, fondista italiano († 1999)
- 1915 - Dino Viola, imprenditore, dirigente sportivo e politico italiano († 1991)
- 1916 - Kanan Devi, attrice indiana († 1992)
- 1916 - Doroteo Elorriaga, calciatore spagnolo († 2005)
- 1916 - Virginia Heinlein, chimica, biochimica e ingegnere aeronautico statunitense († 2003)
- 1916 - Yehudi Menuhin, violinista statunitense († 1999)
- 1916 - Joe Scott, cestista statunitense († 1971)
- 1916 - Ralph Sproul-Bolton, schermidore britannico († 1997)
- 1917 - Åke Andersson, calciatore svedese († 1983)
- 1917 - Yvette Chauviré, ballerina e attrice francese († 2016)
- 1917 - Enzo Mirigliani, imprenditore e conduttore televisivo italiano († 2011)
- 1917 - Sidney Nolan, pittore australiano († 1992)
- 1917 - Angelo Penna, religioso, teologo e biblista italiano († 1981)
- 1918 - Konrad Heubeck, militare tedesco († 1987)
- 1918 - Ibrahim Kodra, pittore albanese († 2006)
- 1918 - Bruno Mussolini, aviatore italiano († 1941)
- 1919 - Donald James Cram, chimico statunitense († 2001)
- 1919 - Antonio Nirta, mafioso italiano († 2015)
- 1919 - Marty Passaglia, cestista e allenatore di pallacanestro statunitense († 2004)
- 1920 - Bai Yang, attrice cinese († 1996)
- 1920 - Luigi Longobardi, italiano († 1940)
- 1920 - Hal March, attore statunitense († 1970)
- 1920 - Gino Pallotti, fumettista, vignettista e illustratore italiano († 2000)
- 1920 - José de Aquino Pereira, vescovo cattolico portoghese († 2011)
- 1921 - John Allin, vescovo anglicano statunitense († 1998)
- 1921 - Cándido Camero, percussionista e polistrumentista cubano († 2020)
- 1921 - Vinko Golob, calciatore jugoslavo († 1995)
- 1921 - Venancio Pérez García, calciatore spagnolo († 1994)
- 1921 - Hisao Tanaka, wrestler statunitense († 1991)
- 1922 - Elio Bartolini, scrittore, saggista e poeta italiano († 2006)
- 1922 - Oscar Basso, calciatore argentino († 2007)
- 1922 - Richard Diebenkorn, pittore statunitense († 1993)
- 1922 - Charles Mingus, contrabbassista, pianista e compositore statunitense († 1979)
- 1922 - Nada Naumović, scrittrice e poetessa serba († 1941)
- 1922 - Orietta Doria-Pamphilj-Landi, nobildonna italiana († 2000)
- 1922 - Jean-Claude Renard, scrittore e poeta francese († 2002)
- 1922 - Ingeborg Schmitz, nuotatrice tedesca
- 1922 - Domenico Troilo, militare e patriota italiano († 2007)
- 1923 - Giuseppe Di Cristina, mafioso italiano († 1978)
- 1923 - Paula Fox, scrittrice statunitense († 2017)
- 1923 - Ermanno Giulini, calciatore italiano
- 1923 - Peggy Knudsen, attrice statunitense († 1980)
- 1923 - Bettie Page, modella statunitense († 2008)
- 1923 - Ubaldo Rey, alpinista italiano († 1990)
- 1923 - Aaron Spelling, produttore televisivo, produttore cinematografico e attore statunitense († 2006)
- 1924 - Aldo Bianchi, politico italiano († 1993)
- 1924 - Franz Mazura, basso-baritono austriaco († 2020)
- 1924 - Vito Pallavicini, paroliere italiano († 2007)
- 1924 - James Stirling, architetto britannico († 1992)
- 1924 - Thorbjørn Svenssen, calciatore norvegese († 2011)
- 1924 - Gino Tozzi, partigiano italiano († 1964)
- 1925 - George Cole, attore inglese († 2015)
- 1925 - Nedo Fiano, attivista e superstite dell'Olocausto italiano († 2020)
- 1925 - Sebastião Loureiro da Silva, calciatore portoghese
- 1926 - Pierre Guffroy, scenografo francese († 2010)
- 1926 - Milan Lajčiak, scrittore, giornalista e traduttore slovacco († 1987)
- 1926 - Harald Leipnitz, attore tedesco († 2000)
- 1926 - Julio Maceiras, calciatore uruguaiano († 2011)
- 1926 - Charlotte Rae, attrice, doppiatrice e cantante statunitense († 2018)
- 1927 - Laurel Aitken, cantante cubano († 2005)
- 1927 - Enrique Sesma, ex calciatore messicano
- 1928 - Émile Antonio, calciatore e allenatore di calcio francese († 2022)
- 1928 - Giovanni Colosio, calciatore italiano
- 1928 - Giovanni De Andrea, arcivescovo cattolico italiano († 2012)
- 1928 - Estelle Harris, attrice e doppiatrice statunitense († 2022)
- 1929 - Michael Atiyah, matematico britannico († 2019)
- 1929 - Guillermo Cabrera Infante, scrittore cubano († 2005)
- 1929 - Giacomo Cosmano, calciatore italiano († 2004)
- 1929 - Jean Desgranges, calciatore francese († 1996)
- 1929 - Usha Kiran, attrice indiana († 2000)
- 1929 - Claudine Merlin, montatrice francese († 2014)
- 1929 - John Nicks, ex pattinatore artistico su ghiaccio britannico
- 1930 - Carlo Bernardini, fisico e divulgatore scientifico italiano († 2018)
- 1930 - Giovanna Fiorenzi, scultrice e ceramista italiana († 2020)
- 1930 - Carla Formaggio, ex cestista italiana
- 1930 - Enno Penno, politico e diplomatico estone († 2016)
- 1931 - Claude Bancilhon, schermidore francese († 2014)
- 1931 - Joe Cuba, musicista statunitense († 2009)
- 1931 - Renato Garibaldi, politico e medico italiano († 2017)
- 1932 - Dante Bini, architetto italiano
- 1932 - Michael Colgrass, musicista, compositore e docente canadese († 2019)
- 1932 - Red Davis, ex cestista statunitense
- 1932 - Anthony Soter Fernandez, cardinale e arcivescovo cattolico malese († 2020)
- 1932 - Jimmy il Fenomeno, attore e comico italiano († 2018)
- 1932 - Aino Pervik, scrittrice, traduttrice e critica letteraria estone († 2025)
- 1932 - Isao Tomita, compositore, tastierista e arrangiatore giapponese († 2016)
- 1933 - Amedeo Bressa, calciatore e allenatore di calcio italiano († 2020)
- 1933 - Mark Damon, attore e produttore cinematografico statunitense († 2024)
- 1933 - Ron Karabatsos, attore statunitense († 2012)
- 1933 - Finn Lynge, politico e presbitero groenlandese († 2014)
- 1933 - Valerij Ivanovič Uskov, regista sovietico
- 1933 - Guido d'Angelo, politico, dirigente d'azienda e avvocato italiano († 2022)
- 1934 - Oriello Lugli, allenatore di calcio e ex calciatore italiano
- 1934 - Dante Marraccini, giornalista, scrittore e sceneggiatore italiano († 2022)
- 1934 - Peter Ronson, ostacolista e attore islandese († 2007)
- 1935 - Giovanni Allegra, ispanista italiano († 1989)
- 1935 - Paul Chambers, contrabbassista statunitense († 1969)
- 1935 - Fiorenza Cossotto, mezzosoprano italiano
- 1935 - Jerry Fodor, filosofo statunitense († 2017)
- 1935 - Giovanni Gambardella, imprenditore e dirigente d'azienda italiano († 2023)
- 1935 - W.S. Holland, batterista statunitense († 2020)
- 1935 - Manrico Mansueti, scrittore, poeta e attivista italiano († 2020)
- 1935 - Ignazio Piussi, alpinista italiano († 2008)
- 1935 - Luigi Squillario, politico e banchiere italiano († 2020)
- 1936 - C.D.B. Bryan, scrittore e giornalista statunitense († 2009)
- 1936 - Glen Campbell, cantante, polistrumentista e paroliere statunitense († 2017)
- 1936 - Eiko Masuyama, doppiatrice giapponese († 2024)
- 1936 - Giancarlo Sarti, cestista e dirigente sportivo italiano († 2022)
- 1937 - Paolo Caccia, politico italiano († 2024)
- 1937 - Bobbi Fiedler, politica statunitense († 2019)
- 1937 - Patricia Goldman-Rakic, insegnante statunitense († 2003)
- 1937 - Jack Nicholson, attore, sceneggiatore e produttore cinematografico statunitense
- 1937 - Jack Nitzsche, compositore statunitense († 2000)
- 1937 - Benito Novello, ex calciatore italiano
- 1938 - Franco Cuomo, giornalista e scrittore italiano († 2007)
- 1938 - Leo Declerck, presbitero e storico belga († 2021)
- 1938 - Issey Miyake, stilista giapponese († 2022)
- 1938 - Norma Nolan, modella argentina
- 1938 - Talal Abu-Ghazaleh, imprenditore palestinese
- 1939 - Juan Guzmán, giudice cileno († 2021)
- 1939 - Jason Miller, attore, drammaturgo e sceneggiatore statunitense († 2001)
- 1939 - Ann Mitchell, attrice britannica
- 1939 - Jurij Šarov, schermidore sovietico († 2021)
- 1939 - Nilda Sklerevicius, ex cestista argentina
- 1939 - Theo Waigel, politico tedesco
- 1940 - Ivan Borodiak, ex calciatore argentino
- 1940 - Gerry Bruno, attore, cantante e conduttore televisivo italiano
- 1940 - Orlando Cristoforetti, liutista italiano († 2022)
- 1940 - Marie-José Nat, attrice francese († 2019)
- 1941 - Rui Duarte De Carvalho, regista, scrittore e poeta angolano († 2010)
- 1941 - Giovanni Lugaresi, giornalista e saggista italiano
- 1941 - Mara Maionchi, produttrice discografica, personaggio televisivo e opinionista italiana
- 1941 - Amir Pnueli, matematico e informatico israeliano († 2009)
- 1941 - Robin Stubbs, ex calciatore inglese
- 1942 - Giorgio Agamben, filosofo italiano
- 1942 - Paul Hinder, vescovo cattolico svizzero
- 1942 - Judith de Nijs, ex nuotatrice olandese
- 1942 - Egil Olsen, allenatore di calcio e ex calciatore norvegese
- 1942 - Larry Rakestraw, giocatore di football americano statunitense († 2019)
- 1943 - Mario Deaglio, economista italiano
- 1943 - Janet Evanovich, scrittrice statunitense
- 1943 - Louise Glück, poetessa e saggista statunitense († 2023)
- 1943 - Francisco Montes, ex calciatore messicano
- 1943 - C. Timothy O'Meara, montatore statunitense († 2007)
- 1943 - Gerhard Prinzing, sciatore alpino tedesco († 2018)
- 1943 - Norberto Safioti, calciatore brasiliano († 2013)
- 1943 - Franco D'Ambra, cantante italiano
- 1944 - Steve Fossett, aviatore, navigatore e avventuriero statunitense († 2007)
- 1945 - Angelo Scariolo, fumettista italiano
- 1945 - Demetrio Stratos, cantante, polistrumentista e musicologo greco († 1979)
- 1946 - Pietro Bolognesi, teologo italiano
- 1946 - Paul Davies, fisico, saggista e divulgatore scientifico inglese
- 1946 - Nicole Garcia, attrice, regista e sceneggiatrice francese
- 1946 - Bruce Edwards Ivins, biologo statunitense († 2008)
- 1946 - Nannarella, cantante italiana
- 1946 - Nicholas Stern, economista britannico
- 1946 - Pier Luigi Thiébat, politico italiano
- 1946 - John Waters, regista, sceneggiatore e scrittore statunitense
- 1947 - Pietro Boscaini, nuotatore italiano († 1973)
- 1947 - Pierre-Marie Carré, arcivescovo cattolico francese
- 1947 - Steve Englehart, fumettista e scrittore statunitense
- 1947 - Jon Fox, politico statunitense († 2018)
- 1947 - Cornelius Horan, presbitero irlandese
- 1947 - Goran Paskaljević, regista e sceneggiatore serbo († 2020)
- 1947 - Shmuel Rosenthal, ex calciatore israeliano
- 1947 - Ed Siudut, cestista statunitense († 2012)
- 1947 - Giovanni Tonoli, ciclista su strada italiano († 1993)
- 1947 - Cesare Viviani, poeta e scrittore italiano
- 1947 - Flaviano Zandoli, allenatore di calcio e ex calciatore italiano
- 1948 - George Abela, politico e dirigente sportivo maltese
- 1948 - Giampiero Ceccarelli, allenatore di calcio e ex calciatore italiano
- 1948 - Marva Jan Marrow, cantautrice statunitense
- 1948 - John McMillen, cestista e allenatore di pallacanestro statunitense († 2010)
- 1948 - Sergio Pacelli, drammaturgo e regista cinematografico italiano († 2007)
- 1948 - Paquita Torres, modella e attrice spagnola
- 1949 - Spencer Haywood, ex cestista statunitense
- 1949 - Lany Kaligis, ex tennista indonesiana
- 1949 - Mirosław Kalinowski, cestista polacco († 2019)
- 1949 - Marilyn Marshall, ex giocatrice di softball, dirigente sportiva e ex calciatrice neozelandese
- 1949 - Tony Mimms, musicista, produttore discografico e direttore d'orchestra scozzese († 2005)
- 1949 - Alfredo Quesada, ex calciatore peruviano
- 1950 - Ed Bradley, giocatore di football americano statunitense
- 1950 - Antonio Calabrò, giornalista e saggista italiano
- 1950 - Robert Elswit, direttore della fotografia statunitense
- 1950 - Peter Frampton, cantante, musicista e polistrumentista britannico
- 1950 - Natsagiin Bagabandi, politico mongolo
- 1950 - Pilar Tenorio, ex cestista ecuadoriana
- 1950 - Thierry Zéno, regista e sceneggiatore belga († 2017)
- 1950 - Peter Van Hooke, musicista inglese
- 1951 - Robin Bartlett, attrice statunitense
- 1951 - Paul Carrack, musicista e cantautore britannico
- 1951 - Glen Johnson, ex calciatore canadese
- 1951 - Sergio Santoro, ex magistrato italiano
- 1951 - Ana María Shua, scrittrice argentina
- 1951 - Vladimír Špidla, politico ceco
- 1952 - Magdi Allam, giornalista, saggista e politico egiziano
- 1952 - François Berléand, attore francese
- 1952 - Marilyn Chambers, attrice pornografica e attrice cinematografica statunitense († 2009)
- 1952 - Fabio Cianchetti, direttore della fotografia italiano
- 1952 - Alex Damiani, cantante e attore italiano
- 1952 - François-René Duchâble, pianista francese
- 1952 - Erasmo Iacovone, calciatore italiano († 1978)
- 1952 - Jeremy Jackman, direttore di coro, compositore e arrangiatore britannico
- 1952 - Phil Jones, climatologo britannico
- 1952 - Pierre Lory, giornalista e diplomatico francese
- 1952 - Axel Neumann, ex calciatore tedesco
- 1952 - Kamla Persad-Bissessar, politica trinidadiana
- 1952 - Tatsuji Sakonjū, ex calciatore giapponese
- 1952 - Phil Smith, cestista statunitense († 2002)
- 1952 - Rinaldo Veri, ammiraglio italiano
- 1952 - Don Washington, ex cestista statunitense
- 1953 - Artemis Cooper, scrittrice britannica
- 1953 - Oszkár Frey, ex canoista ungherese
- 1953 - Renato Giordano, regista teatrale, attore e musicista italiano
- 1953 - Rossella Izzo, doppiatrice, direttrice del doppiaggio e dialoghista italiana
- 1953 - Simona Izzo, attrice, doppiatrice e direttrice del doppiaggio italiana
- 1953 - Alain Oreille, ex pilota di rally francese
- 1953 - Nico Roozen, economista olandese
- 1953 - Pasquale Sabbatino, critico letterario e saggista italiano
- 1954 - Joseph Bottoms, attore statunitense
- 1954 - Roberto Capone, attivista e terrorista italiano († 1978)
- 1954 - Serena Dandini, conduttrice televisiva, scrittrice e autrice televisiva italiana
- 1954 - Đura Džudžar, vescovo cattolico serbo
- 1954 - Raul Lovisoni, compositore e scrittore italiano
- 1954 - Jōji Nakata, doppiatore giapponese
- 1954 - Birgit Pohl, atleta paralimpica tedesca († 2022)
- 1954 - Matthias Wiegand, ex pistard tedesco
- 1955 - Neil Armfield, regista australiano
- 1955 - Arthur Baker, produttore discografico e disc jockey statunitense
- 1955 - Hervé Pierre, attore e regista francese
- 1955 - Johnnie To, regista e produttore cinematografico hongkonghese
- 1956 - Kizza Besigye, ex politico ugandese
- 1956 - Giovanni Battista Bilo, poeta e librettista italiano († 2009)
- 1956 - Valerio Gallorini, conduttore radiofonico e produttore televisivo italiano
- 1956 - Fritz Jean, economista, politico e scrittore haitiano
- 1956 - Cynthia Johnson, cantante, cantautrice e sassofonista statunitense
- 1956 - Vladimir Kara, pittore russo
- 1956 - Eddy Van Lancker, sindacalista belga
- 1956 - Atanas Malinov, allenatore di pallavolo bulgaro
- 1956 - Jukka-Pekka Saraste, direttore d'orchestra e violinista finlandese
- 1956 - Bruce A. Young, attore statunitense
- 1957 - Alan Campbell, attore statunitense
- 1957 - Daniel Chatto, attore britannico
- 1957 - Lene Jenssen, ex nuotatrice norvegese
- 1957 - Donald Tusk, politico polacco
- 1957 - Ota Zaremba, ex sollevatore cecoslovacco
- 1958 - Jorge Aravena, ex calciatore e allenatore di calcio cileno
- 1958 - Milivoj Bračun, ex calciatore e allenatore di calcio croato
- 1958 - Alfredo José Espinoza Mateus, arcivescovo cattolico ecuadoriano
- 1958 - Gary Etherington, ex calciatore inglese
- 1958 - Viviana González, ex tennista argentina
- 1958 - Pierre Gramegna, politico lussemburghese
- 1958 - Lokua Kanza, cantante e compositore della Repubblica Democratica del Congo
- 1958 - Andy, cantante iraniano
- 1959 - Di Botcher, attrice gallese
- 1959 - Francis Castaing, ex ciclista su strada e pistard francese
- 1959 - Miguel Chevalier, artista francese
- 1959 - Sergio Costa, generale, poliziotto e politico italiano
- 1959 - Andre Gaddy, ex cestista statunitense
- 1959 - Vahagn Khachaturyan, economista e politico armeno
- 1959 - Gheorghe Liliac, ex calciatore rumeno
- 1959 - Freeman McNeil, ex giocatore di football americano statunitense
- 1959 - Alan Pauls, scrittore e giornalista argentino
- 1959 - Vito Pertosa, imprenditore italiano
- 1959 - Vlassis Rassias, attivista, editore e scrittore greco († 2019)
- 1959 - Catherine Mary Stewart, attrice canadese
- 1959 - Ryan Stiles, attore, comico e doppiatore statunitense
- 1959 - Rolf Storsveen, ex biatleta norvegese
- 1960 - Cheryl Barker, soprano australiano
- 1960 - Giorgio Carcangiu, karateka e maestro di karate italiano
- 1960 - Beate Finckh, attrice tedesca
- 1960 - John Franzese Jr., mafioso statunitense
- 1960 - Bill Garnett, ex cestista statunitense
- 1960 - Jody Hice, politico, pastore protestante e conduttore radiofonico statunitense
- 1960 - Emmanuele Jannini, sessuologo e medico italiano
- 1960 - Mart Laar, politico e storico estone
- 1960 - Raffaella Mariani, geologa e politica italiana
- 1960 - Gary Rhodes, cuoco e personaggio televisivo britannico († 2019)
- 1960 - Marco Tin Win, arcivescovo cattolico birmano
- 1961 - Mark Adickes, ex giocatore di football americano statunitense
- 1961 - Byron Allen, comico, produttore cinematografico e regista statunitense
- 1961 - Jeffrey Dunn, musicista inglese
- 1961 - Owen Gill, ex giocatore di football americano britannico
- 1961 - Thomas Greminger, diplomatico svizzero
- 1961 - Jeff Hostetler, ex giocatore di football americano statunitense
- 1961 - Ugo Mattei, giurista italiano
- 1961 - Alo Mattiisen, cantante estone († 1996)
- 1961 - Randall Morris, ex giocatore di football americano statunitense
- 1961 - Dewey Nicks, fotografo e regista statunitense
- 1961 - Scott Sampson, paleontologo canadese
- 1962 - Brunella Borciani, cantante italiana
- 1962 - Juan Manuel Cuá Ajacum, vescovo cattolico guatemalteco
- 1962 - Maurizio Grassano, politico italiano
- 1962 - Rossella Inverni, ex atleta paralimpica italiana
- 1962 - Vicente Ithier, ex cestista portoricano
- 1962 - Jeff Minter, programmatore e autore di videogiochi britannico
- 1963 - Sebastián Borensztein, regista, sceneggiatore e scrittore argentino
- 1963 - Michele Campisi, politico italiano
- 1963 - Jana Chlebowczyková, ex cestista cecoslovacca
- 1963 - Osvaldo Coluccino, compositore e poeta italiano
- 1963 - Maurizio Dipietro, politico italiano
- 1963 - Blanca Fernández Ochoa, sciatrice alpina spagnola († 2019)
- 1963 - Catherine Malandrino, stilista francese
- 1963 - Denis Podalydès, attore, regista e sceneggiatore francese
- 1964 - Jean-Luc Addor, politico svizzero
- 1964 - Massimo Carrera, allenatore di calcio e ex calciatore italiano
- 1964 - Tudorel Cristea, ex calciatore rumeno
- 1964 - Sten Glenn Håberg, ex calciatore norvegese
- 1964 - James Langevin, politico statunitense
- 1964 - Chris Makepeace, attore canadese
- 1964 - Bob McCann, cestista statunitense († 2011)
- 1964 - Queen Olumbo, ex cestista keniota
- 1964 - Michelle Pearson, ex nuotatrice australiana
- 1964 - Wilma van Velsen, ex nuotatrice olandese
- 1965 - Roman Coppola, regista, attore e produttore cinematografico statunitense
- 1965 - Luca Dini, giornalista italiano
- 1965 - Dennis Hopson, ex cestista e allenatore di pallacanestro statunitense
- 1965 - Miguel Leal, allenatore di calcio portoghese
- 1965 - Ritchie McKay, allenatore di pallacanestro statunitense
- 1965 - Marina Nemat, scrittrice iraniana
- 1965 - Luca Ragagnin, scrittore e paroliere italiano
- 1965 - David Vincent, cantante e bassista statunitense
- 1966 - Dana Barron, attrice statunitense
- 1966 - Kimberley Dahme, chitarrista, bassista e cantante statunitense
- 1966 - Janusz Michallik, ex calciatore statunitense
- 1966 - Jeffrey Dean Morgan, attore statunitense
- 1966 - Jörgen Persson, tennistavolista svedese
- 1966 - Andrea Pistella, ex calciatore italiano
- 1966 - Andrej Saje, vescovo cattolico sloveno
- 1966 - Charles Shackleford, cestista statunitense († 2017)
- 1966 - Petter Solli, ex calciatore norvegese
- 1966 - Valeriu Tița, allenatore di calcio e ex calciatore rumeno
- 1966 - Éric Winogradsky, allenatore di tennis e ex tennista francese
- 1967 - Loreta Asanavičiūtė, attivista lituana († 1991)
- 1967 - Bart Bowen, ex ciclista su strada e ciclocrossista statunitense
- 1967 - Vladimir Karabutov, pallanuotista russo
- 1967 - Sheryl Lee, attrice statunitense
- 1967 - Silvia Mezzanotte, cantante italiana
- 1967 - Cécile Nowak, ex judoka francese
- 1967 - Raiz, cantautore e attore italiano
- 1967 - Soterio Ramírez, cestista dominicano († 2024)
- 1967 - Angelo Rughetti, politico italiano
- 1967 - Sherri Shepherd, attrice, comica e personaggio televisivo statunitense
- 1967 - Kristi Terzian, ex sciatrice alpina statunitense
- 1967 - Juan Carlos Unzué, allenatore di calcio e ex calciatore spagnolo
- 1967 - Claudia Vegliante, attrice italiana
- 1967 - Harvey Williams, ex giocatore di football americano statunitense
- 1968 - Vladimirs Babičevs, ex calciatore e allenatore di calcio lettone
- 1968 - Bimbo Coles, ex cestista e allenatore di pallacanestro statunitense
- 1968 - Piera Coppola, doppiatrice statunitense
- 1968 - Carlos Costa, allenatore di tennis e ex tennista spagnolo
- 1968 - Wolfgang Groos, regista tedesco
- 1968 - Ivajlo Jordanov, ex calciatore bulgaro
- 1968 - Alondra Nelson, sociologa e saggista statunitense
- 1968 - Pontus Norgren, chitarrista svedese
- 1968 - Eike Schmidt, storico dell'arte, funzionario e politico tedesco
- 1968 - Nicholas Tombazis, ingegnere greco
- 1968 - Zarley Zalapski, hockeista su ghiaccio canadese († 2017)
- 1969 - Ana Álvaro, ex cestista spagnola
- 1969 - Eva Berneke, ingegnera e dirigente d'azienda danese
- 1969 - Dion Dublin, ex calciatore inglese
- 1969 - Jean-Pierre Fiala, allenatore di calcio e ex calciatore camerunese
- 1969 - Delfí Geli, ex calciatore spagnolo
- 1969 - Alix Koromzay, attrice statunitense
- 1969 - Billy McKinlay, allenatore di calcio e ex calciatore scozzese
- 1969 - Darren Morningstar, ex cestista e allenatore di pallacanestro statunitense
- 1969 - Sindi Motsa, regina swazilandese
- 1969 - Luca Palamara, ex magistrato e politico italiano
- 1969 - Jonas Reingold, bassista svedese
- 1969 - Antonio Rizzolo, allenatore di calcio e ex calciatore italiano
- 1969 - Saša Simić, ex calciatore serbo
- 1969 - Anna Sulima, ex pentatleta polacca
- 1970 - Marinko Galič, ex calciatore sloveno
- 1970 - Andrea Giani, allenatore di pallavolo e ex pallavolista italiano
- 1970 - Bryan Hitch, fumettista britannico
- 1970 - Leslie Iwerks, regista, sceneggiatrice e produttrice cinematografica statunitense
- 1970 - Fredrik Kjølner, ex calciatore norvegese
- 1970 - Stefano Martino, fumettista e blogger italiano
- 1970 - Mišel Matičević, attore tedesco
- 1970 - Tomomi Nishimoto, direttrice d'orchestra e regista teatrale giapponese
- 1970 - Sarah Patterson, attrice britannica
- 1970 - Edmundo Rodriguez, ex calciatore messicano
- 1970 - Regine Velasquez, cantante e attrice filippina
- 1970 - Wang Tao, calciatore cinese († 2022)
- 1970 - Volker Wissing, politico tedesco
- 1971 - Jannie de Beer, ex rugbista a 15 sudafricano
- 1971 - Emiliano Busca, ex cestista italiano
- 1971 - Augusto Pinto Duarte Maia, allenatore di calcio e ex calciatore portoghese
- 1971 - Vladimir Fëdorov, ex danzatore su ghiaccio russo
- 1971 - Gao Feng, ex calciatore cinese
- 1971 - Nicklas Kulti, ex tennista svedese
- 1971 - Eric Mabius, attore statunitense
- 1971 - Andrea Paoloni, giocatore di biliardo italiano
- 1971 - Serhij Popov, allenatore di calcio e ex calciatore ucraino
- 1971 - Spencer Prior, dirigente sportivo, allenatore di calcio e ex calciatore britannico
- 1972 - Adhemar, ex calciatore brasiliano
- 1972 - Sabine Appelmans, ex tennista belga
- 1972 - Milka Duno, pilota automobilistica venezuelana
- 1972 - Anna Falchi, attrice, conduttrice televisiva e ex modella italiana
- 1972 - Owen Finegan, ex rugbista a 15 e allenatore di rugby a 15 australiano
- 1972 - Sergei Hohlov-Simson, ex calciatore estone
- 1972 - Keyshawn Johnson, giocatore di football americano statunitense
- 1972 - Sonia Mazza, doppiatrice italiana
- 1972 - Noh Tae-kyung, ex calciatore sudcoreano
- 1972 - John Petersen, allenatore di calcio e ex calciatore faroese
- 1972 - Yasser Radwan, ex calciatore egiziano
- 1972 - Mathieu Traoré, ex calciatore burkinabé
- 1973 - Gianpaolo Calajò, kickboxer italiano
- 1973 - Mohamed El Sayed, pugile e attore egiziano
- 1973 - Martina Halinárová, ex biatleta slovacca
- 1973 - Max Herre, cantante e produttore discografico tedesco
- 1973 - Bulat Jumadilov, ex pugile kazako
- 1973 - Jung Woo-sung, attore sudcoreano
- 1973 - Anita Kaplan, ex cestista statunitense
- 1973 - Tom Kouzmanis, ex calciatore canadese
- 1973 - Marius Manolache, scacchista rumeno
- 1973 - Maurilio Mariani, ex astista italiano
- 1973 - Matteo Nobile, ex cestista e allenatore di pallacanestro italiano
- 1973 - Berdon Sønderland, ex calciatore norvegese
- 1974 - Mansour Abbas, politico palestinese
- 1974 - Andrea Agresti, comico, cantautore e personaggio televisivo italiano
- 1974 - Ronny Alte, politico norvegese
- 1974 - Davide Cangini, dirigente sportivo e ex calciatore italiano
- 1974 - Jeffrey Chetcuti, ex calciatore maltese
- 1974 - Sébastien Le Grelle, pilota motociclistico belga
- 1974 - Darren Moore, allenatore di calcio, dirigente sportivo e ex calciatore giamaicano
- 1974 - Shavo Odadjian, bassista statunitense
- 1974 - Manuele Ravellino, ex pallavolista italiano
- 1974 - Florin Claudiu Roman, politico rumeno
- 1974 - Tomonori Tateishi, ex calciatore giapponese
- 1974 - Ken'ichi Uemura, ex calciatore giapponese
- 1974 - Shara Worden, cantautrice e polistrumentista statunitense
- 1974 - Uladzimir Šunejka, ex calciatore bielorusso
- 1975 - Fábio Baiano, ex calciatore brasiliano
- 1975 - Jordi Cuixart i Navarro, imprenditore e attivista spagnolo
- 1975 - Hedvig Hanson, cantante estone
- 1975 - Pavel Horváth, ex calciatore ceco
- 1975 - Steven Joseph Lopes, vescovo cattolico statunitense
- 1975 - Greg Moore, pilota automobilistico canadese († 1999)
- 1975 - Anders Nyström, chitarrista svedese
- 1975 - Rido MC, rapper e conduttore televisivo italiano
- 1975 - Luca Sapio, cantante, musicista e produttore discografico italiano
- 1975 - Carlos Sastre, ex ciclista su strada spagnolo
- 1975 - Sandy Vee, produttore discografico francese
- 1976 - Juriy Cannarsa, allenatore di calcio e ex calciatore italiano
- 1976 - Djalmir, ex calciatore brasiliano
- 1976 - Martin Hardie, ex calciatore scozzese
- 1976 - Dazzy Kapenya, ex calciatore zimbabwese
- 1976 - Rebecca Lock, attrice teatrale e soprano britannico
- 1976 - Ylenja Lucaselli, politica italiana
- 1976 - Shin'ya Mitsuoka, ex calciatore giapponese
- 1976 - Ali Mousavi, ex calciatore iraniano
- 1976 - Marie Phillips, scrittrice britannica
- 1976 - Lars Schache, schermidore tedesco
- 1976 - Elena Serova, cosmonauta e politica russa
- 1976 - Um Ki-joon, attore sudcoreano
- 1976 - Marcin Żewłakow, ex calciatore polacco
- 1976 - Michał Żewłakow, ex calciatore polacco
- 1977 - Ambra Angiolini, attrice, conduttrice televisiva e conduttrice radiofonica italiana
- 1977 - Mark van Bommel, allenatore di calcio e ex calciatore olandese
- 1977 - Silvije Čavlina, ex calciatore croato
- 1977 - Pavel Churavý, ex combinatista nordico ceco
- 1977 - Sabine Egger, ex sciatrice alpina austriaca
- 1977 - Tomoji Eguchi, ex calciatore giapponese
- 1977 - Anna Eriksson, cantante, compositrice e artista finlandese
- 1977 - Barrett Foa, attore statunitense
- 1977 - Anthony Lurling, ex calciatore olandese
- 1977 - Steven Price, compositore inglese
- 1977 - Jarrett Stephens, ex cestista statunitense
- 1977 - Elisa Vanni, ex schermitrice e maestra di scherma italiana
- 1978 - Jagoba Arrasate, allenatore di calcio e ex calciatore spagnolo
- 1978 - David Bandelj, scrittore italiano
- 1978 - Gabriel Chochoľák, pallavolista slovacco
- 1978 - Stacy Clinesmith, ex cestista e allenatrice di pallacanestro statunitense
- 1978 - Claudia Corbani, ex cestista italiana
- 1978 - DJ Drama, disc jockey e produttore discografico statunitense
- 1978 - Aaron Fink, chitarrista statunitense
- 1978 - Manu Intiraymi, attore statunitense
- 1978 - Ezekiel Jackson, culturista e ex wrestler statunitense
- 1978 - Tamicha Jackson, ex cestista statunitense
- 1978 - Hayrulla Karimov, ex calciatore uzbeko
- 1978 - Paul Malakwen Kosgei, maratoneta e mezzofondista keniota
- 1978 - Ida Auken, politica e teologa danese
- 1978 - Pedro Duarte, ex calciatore portoghese
- 1978 - Marc Pircher, cantante e fisarmonicista austriaco
- 1978 - Moise Poida, allenatore di calcio e ex calciatore vanuatuano
- 1978 - Müşfiq Qəmbərov, ex calciatore azero
- 1978 - Kamila Rajdlová, ex fondista ceca
- 1978 - Penny Tai, cantante e compositrice malese
- 1978 - Esteban Tuero, ex pilota automobilistico argentino
- 1979 - Tomislav Čošković, pallavolista croato
- 1979 - Scott Davis, ex ciclista su strada e pistard australiano
- 1979 - John Gadret, ex ciclista su strada e ciclocrossista francese
- 1979 - Zoltán Gera, allenatore di calcio e ex calciatore ungherese
- 1979 - Daniel Johns, cantante, compositore e chitarrista australiano
- 1979 - Joakim Kjellbom, ex cestista svedese
- 1979 - Mpho Koaho, attore canadese
- 1979 - Kristie Moore, giocatrice di curling canadese
- 1979 - Valerio Morigi, attore italiano
- 1979 - Andrea Parola, ex calciatore italiano
- 1979 - Javier Rodríguez Pérez, ex cestista e allenatore di pallacanestro spagnolo
- 1979 - Matthias Trattnig, ex hockeista su ghiaccio austriaco
- 1979 - Elton Tyler, ex cestista statunitense
- 1980 - Igor Budan, dirigente sportivo e ex calciatore croato
- 1980 - Nicolas Douchez, ex calciatore francese
- 1980 - Kueth Duany, ex cestista sudanese
- 1980 - Delroy Facey, ex calciatore grenadino
- 1980 - Nicole Grimaudo, attrice italiana
- 1980 - Joanes Hedel, nuotatore francese
- 1980 - Ján Kozák, allenatore di calcio e ex calciatore slovacco
- 1980 - Aaron Michael Metchik, attore statunitense
- 1980 - Ferdinando Pereira Leda, ex calciatore brasiliano
- 1980 - Svetlana Petrijčuk, drammaturga, sceneggiatrice e regista teatrale russa
- 1980 - Monika Pikuła, attrice e doppiatrice polacca
- 1980 - Ginger Reyes, bassista, chitarrista e cantante statunitense
- 1980 - Hany Said, dirigente sportivo e ex calciatore egiziano
- 1980 - Hernán Salcedo, ex cestista venezuelano
- 1980 - Maria Flavia Timbro, politica italiana
- 1980 - Olivier Véran, politico e medico francese
- 1981 - Sezin Akbaşoğulları, attrice turca
- 1981 - Queenie Chu, modella, conduttrice televisiva e attrice hongkonghese
- 1981 - Luis Collazo, pugile statunitense
- 1981 - Ken Dorsey, ex giocatore di football americano e allenatore di football americano statunitense
- 1981 - Giorgio Fontana, scrittore italiano
- 1981 - Daniel Ghiță, kickboxer e politico romeno
- 1981 - Thijs Houwing, ex calciatore olandese
- 1981 - Marta Larralde, attrice e modella spagnola
- 1981 - Hugo Marchand, pilota motociclistico francese
- 1981 - Goran Maznov, ex calciatore macedone
- 1981 - Benoît Mukoko, ex calciatore ruandese
- 1981 - André Muri, ex calciatore norvegese
- 1981 - Maikel Salas, pallavolista cubano
- 1981 - Ida Söderberg, ex sciatrice alpina svedese
- 1981 - Linda Teuteberg, avvocato e politico tedesco
- 1982 - Eduardo Barroca, allenatore di calcio brasiliano
- 1982 - Robbie Doyle, ex calciatore irlandese
- 1982 - Cassidy Freeman, attrice e cantante statunitense
- 1982 - Benjamin Giezendanner, imprenditore e politico svizzero
- 1982 - Kaká, ex calciatore brasiliano
- 1982 - Toni Lang, ex sciatore nordico tedesco
- 1982 - Jorge Molina, ex calciatore spagnolo
- 1982 - Noriko Shitaya, doppiatrice giapponese
- 1982 - Scott Touzinsky, ex pallavolista statunitense
- 1983 - Nelson David Cabrera, calciatore paraguaiano
- 1983 - Itzhak Cohen, ex calciatore israeliano
- 1983 - Jos Hooiveld, ex calciatore olandese
- 1983 - Vaggelīs Mantzios, ex calciatore greco
- 1983 - Nacho Martín, cestista spagnolo
- 1983 - Jenny Piro, calciatrice italiana
- 1983 - Cristopher Sacchin, ex tuffatore italiano
- 1983 - Douglas Silva, ex calciatore brasiliano
- 1983 - Daniel Sjölund, allenatore di calcio e ex calciatore finlandese
- 1983 - Jean Marie Sylla, calciatore guineano († 2025)
- 1983 - Miroslav Vujadinović, ex calciatore montenegrino
- 1983 - Julia Weldon, attrice e cantante statunitense
- 1984 - Hamad Rakea Al Anezi, calciatore bahreinita
- 1984 - Benjamín Amadeo, attore, cantante e musicista argentino
- 1984 - Amelle Berrabah, cantante britannica
- 1984 - Rolando Bogado, ex calciatore paraguaiano
- 1984 - Pamela Camassa, modella e showgirl italiana
- 1984 - Nenad Delić, cestista croato
- 1984 - Marco Gonçalves, ex cestista portoghese
- 1984 - Ryan McBean, giocatore di football americano giamaicano
- 1984 - Diego Penny, calciatore peruviano
- 1984 - Léonore Perrus, schermitrice francese
- 1984 - Marius Prekevičius, allenatore di pallacanestro e ex cestista lituano
- 1984 - Michelle Ryan, attrice britannica
- 1984 - Pekka Sihvola, ex calciatore e ex giocatore di calcio a 5 finlandese
- 1984 - Nikoleta Stefanova, tennistavolista bulgara
- 1984 - Trent Strickland, ex cestista statunitense
- 1984 - Yūji Taniguchi, ex giocatore di football americano giapponese
- 1984 - Dwayne Thomas, calciatore americo-verginiano
- 1984 - Wellington Paulista, ex calciatore brasiliano
- 1985 - Margaret Adeoye, velocista britannica
- 1985 - Sam Altman, informatico, imprenditore e dirigente d'azienda statunitense
- 1985 - Misaki Amano, ex calciatrice giapponese
- 1985 - Pablo Cáceres Rodríguez, ex calciatore uruguaiano
- 1985 - Andrea Carozza, ex calciatore italiano
- 1985 - Kristin Fairlie, attrice canadese
- 1985 - Camille Lacourt, ex nuotatore francese
- 1985 - Lenka Masná, mezzofondista e velocista ceca
- 1985 - Tatsuya Masushima, allenatore di calcio e ex calciatore giapponese
- 1985 - Dávid Mohl, calciatore ungherese
- 1985 - Darren Pratley, ex calciatore inglese
- 1985 - Leandro Salino, ex calciatore brasiliano
- 1985 - Ksenija Symonova, artista ucraina
- 1985 - Brian Thornton, pallavolista statunitense
- 1985 - You Kwang-woo, pallavolista sudcoreano
- 1986 - Viktor Fajzulin, ex calciatore russo
- 1986 - Giulio Forges Davanzati, attore italiano
- 1986 - Diego Máximo, ex calciatore brasiliano
- 1986 - Chiara Gervasi, velocista italiana
- 1986 - Antonio Ghomsi, ex calciatore camerunese
- 1986 - Leila Gyenesei, pentatleta e ex fondista ungherese
- 1986 - Kōji Hashimoto, ex calciatore giapponese
- 1986 - Amber Heard, attrice statunitense
- 1986 - Dylan Kongos, cantante, bassista e chitarrista sudafricano
- 1986 - Marouan Laghnej, cestista tunisino
- 1986 - Marshawn Lynch, ex giocatore di football americano statunitense
- 1986 - Kim Noorda, modella olandese
- 1986 - Justin Pogge, ex hockeista su ghiaccio canadese
- 1986 - Ariel Rodríguez, ex calciatore costaricano
- 1986 - Dušan Šakota, cestista serbo
- 1986 - Sandy, cantante egiziana
- 1986 - Sisinio González Martínez, ex calciatore spagnolo
- 1986 - Ronald Steele, ex cestista statunitense
- 1986 - Chuck Taylor, wrestler statunitense
- 1986 - Wálter Veizaga, calciatore boliviano
- 1987 - Marta Agostinetto, pallavolista italiana
- 1987 - Benedikt Beisheim, schermidore tedesco
- 1987 - Kacey Bellamy, hockeista su ghiaccio statunitense
- 1987 - Sergej Breev, ex calciatore russo
- 1987 - Mehdi Cheriet, ex cestista francese
- 1987 - Dante Cunningham, cestista statunitense
- 1987 - David Luiz, calciatore brasiliano
- 1987 - Ekaterina Glazyrina, ex biatleta russa
- 1987 - Chas Guldemond, snowboarder statunitense
- 1987 - Austin Johnson, ex cestista statunitense
- 1987 - David Mateos, calciatore spagnolo
- 1987 - Carlos Medlock, cestista statunitense
- 1987 - John Obi Mikel, ex calciatore nigeriano
- 1987 - Tyson Ross, giocatore di baseball statunitense
- 1987 - Mateusz Sawrymowicz, ex nuotatore polacco
- 1987 - András Storcz, giocatore di football americano ungherese
- 1987 - Ionuț Târnăcop, ex calciatore rumeno
- 1987 - Meng'er Zhang, attrice cinese
- 1988 - Frida Aili, ex cestista svedese
- 1988 - Mislav Anđelković, calciatore croato
- 1988 - Nora Coton-Pélagie, ex calciatrice francese
- 1988 - Daniel Imperiale, calciatore argentino
- 1988 - Nabihah Iqbal, musicista e cantante britannica
- 1988 - Miliyah Kato, cantante giapponese
- 1988 - Philipp Klingmann, ex calciatore tedesco
- 1988 - Sophie Labelle, fumettista e attivista canadese
- 1988 - Ezechiel N'Douassel, calciatore ciadiano
- 1988 - Daniel Pavlović, ex calciatore svizzero
- 1988 - Olivér Perge, speedcuber ungherese
- 1988 - Grazia Maria Pinto, modella italiana
- 1988 - Pedro Santos, calciatore portoghese
- 1988 - Dee Gordon, giocatore di baseball statunitense
- 1988 - Thapelo Tale, calciatore lesothiano
- 1988 - Aleksandr Vasjunov, hockeista su ghiaccio russo († 2011)
- 1989 - Andre Chase, wrestler statunitense
- 1989 - Elias Bianchi, hockeista su ghiaccio svizzero
- 1989 - DeJuan Blair, ex cestista statunitense
- 1989 - Jasper Cillessen, calciatore olandese
- 1989 - Sabrina Cinili, ex cestista italiana
- 1989 - Lukáš Droppa, calciatore ceco
- 1989 - Danny Earls, ex calciatore irlandese
- 1989 - Dimaku Fidelis, ex calciatore nigeriano
- 1989 - Juan José García, cestista dominicano
- 1989 - Aron Gunnarsson, calciatore islandese
- 1989 - Damiano Lestingi, ex nuotatore italiano
- 1989 - James McClean, calciatore irlandese
- 1989 - Matteo Milli, nuotatore italiano
- 1989 - Danny Phiri, calciatore zimbabwese
- 1989 - Louis Smith, ginnasta inglese
- 1989 - Jun Suzuki, ex calciatore giapponese
- 1989 - Naoya Tomita, nuotatore giapponese
- 1989 - Maikel van der Werff, ex calciatore olandese
- 1990 - Francesca Baldini, ex calciatrice italiana
- 1990 - Rob Bresnahan, politico statunitense
- 1990 - Luis Nery Caballero, calciatore paraguaiano
- 1990 - Carlos Javier Delgado Rodríguez, calciatore spagnolo
- 1990 - Radivoje Golubović, ex calciatore montenegrino
- 1990 - Arsalan Kazemi, cestista iraniano
- 1990 - Kevin Kiermaier, giocatore di baseball statunitense
- 1990 - Roddy Lenga, calciatore vanuatuano
- 1990 - Machine Gun Kelly, cantante, attore e rapper statunitense
- 1990 - Shelvin Mack, ex cestista statunitense
- 1990 - Eve Muirhead, giocatrice di curling scozzese
- 1990 - Brian Sarmiento, ex calciatore argentino
- 1990 - Osman Sow, ex calciatore svedese
- 1991 - Danilo Anđušić, cestista serbo
- 1991 - André Auras, calciatore senegalese
- 1991 - Leonie Benesch, attrice tedesca
- 1991 - Marlon Brown, giocatore di football americano statunitense
- 1991 - Alejandro Chumacero, calciatore boliviano
- 1991 - La'Vere Corbin-Ong, calciatore canadese
- 1991 - Linnea Dale, cantante norvegese
- 1991 - Samir Fazli, calciatore macedone
- 1991 - Ryan Harrow, cestista statunitense
- 1991 - Joo Hyong-jun, pattinatore di velocità su ghiaccio sudcoreano
- 1991 - Ekaterina Kramarenko, ex ginnasta russa
- 1991 - Anton Lindfors, snowboarder finlandese
- 1991 - Jordi Murphy, rugbista a 15 irlandese
- 1991 - Giovan Oniangue, cestista della Repubblica del Congo
- 1991 - Anthony Perez, ciclista su strada francese
- 1991 - Dar'ja Pisarenko, pallavolista russa
- 1991 - Niall Roberts, ex nuotatore guyanese
- 1991 - Sōma Saitō, doppiatore e cantante giapponese
- 1991 - Ramon Sealy, calciatore britannico
- 1991 - Ėduard Suchanov, calciatore russo
- 1991 - Samuli Vanttaja, ex cestista finlandese
- 1991 - Ahmed Yasin, calciatore iracheno
- 1992 - Ali Farag, giocatore di squash egiziano
- 1992 - Peng Bunchay, calciatore cambogiano
- 1992 - Solange Carvalhas, calciatrice portoghese
- 1992 - Marvin Ceballos, calciatore guatemalteco
- 1992 - Maria Luisa Cumino, ex pallavolista italiana
- 1992 - João Francisco Favaro Amaral, ex calciatore brasiliano
- 1992 - English Gardner, velocista statunitense
- 1992 - Umberto Germano, calciatore italiano
- 1992 - Zane Grothe, nuotatore statunitense
- 1992 - Patrik Hrošovský, calciatore slovacco
- 1992 - Elias Kachunga, calciatore tedesco
- 1992 - Cady Lalanne, cestista haitiano
- 1992 - Lee Ah-reum, taekwondoka sudcoreana
- 1992 - Lee Young-ju, calciatrice sudcoreana
- 1992 - Corey Nelson, giocatore di football americano statunitense
- 1992 - Osamu Nishi, fumettista giapponese
- 1992 - Aleksandr Razumov, cestista russo
- 1992 - Davarus Shores, ex giocatore di football americano statunitense
- 1992 - Kenny Stills, giocatore di football americano statunitense
- 1992 - Rolene Strauss, modella sudafricana
- 1992 - Florian Tardieu, calciatore francese
- 1992 - Terence Tchiknavorian, sciatore freestyle francese
- 1993 - Arouna Bissene, calciatore camerunese
- 1993 - Maxime Bouttier, attore, modello e musicista indonesiano
- 1993 - Julian Büscher, ex calciatore tedesco
- 1993 - Le'Raven Clark, giocatore di football americano statunitense
- 1993 - Filip Helander, calciatore svedese
- 1993 - Lucky Jones, cestista statunitense
- 1993 - Bess, cantante finlandese
- 1993 - Mikkel Mena Qvist, calciatore danese
- 1993 - Rosicley Pereira da Silva, calciatore brasiliano
- 1993 - João Pedro Pereira dos Santos, calciatore brasiliano
- 1993 - Flávio Gualberto, pallavolista brasiliano
- 1993 - Marcel Ritzmaier, calciatore austriaco
- 1993 - Ryu Hwa-young, rapper e attrice sudcoreana
- 1993 - Nekoda Smythe-Davis, judoka britannica
- 1993 - Yukiya Sugita, calciatore giapponese
- 1993 - Kameron Woods, ex cestista e allenatore di pallacanestro statunitense
- 1993 - Kōsuke Ōnose, calciatore giapponese
- 1994 - Efe Ajagba, pugile nigeriano
- 1994 - Aristides Aquino, giocatore di baseball dominicano
- 1994 - Giulia Arena, attrice, conduttrice televisiva e ex modella italiana
- 1994 - Julieta Armesto, cestista argentina
- 1994 - Sinan Bakış, calciatore turco
- 1994 - Jadrian Clark, giocatore di football americano statunitense
- 1994 - Federica Clerici, calciatrice italiana
- 1994 - Lorenzo Doss, giocatore di football americano statunitense
- 1994 - Deni Hočko, calciatore montenegrino
- 1994 - Quentin Jauregui, ciclista su strada francese
- 1994 - Julija Karimova, tiratrice a segno russa
- 1994 - Bïrjan Kwl'bekov, calciatore kazako
- 1994 - Annie Mitchem, pallavolista statunitense
- 1994 - Radosław Murawski, calciatore polacco
- 1994 - Aglaia Pezzato, ex nuotatrice italiana
- 1994 - Nils Quaschner, ex calciatore tedesco
- 1994 - Martín Rabuñal, calciatore uruguaiano
- 1994 - Ryan Ramczyk, giocatore di football americano statunitense
- 1994 - Zotsara Randriambololona, calciatore malgascio
- 1994 - Elandon Roberts, giocatore di football americano statunitense
- 1994 - Duncan Robinson, cestista statunitense
- 1994 - Mekan Saparow, calciatore turkmeno
- 1994 - Nazareno Solís, calciatore argentino
- 1994 - Renato Bruno Vieira Gomes, ex calciatore brasiliano
- 1994 - Jordan Wilimovsky, nuotatore statunitense
- 1994 - Burak Can Yıldızlı, cestista turco
- 1995 - Domingo Blanco, calciatore argentino
- 1995 - Catherine Bott, calciatrice neozelandese
- 1995 - Cristian Bărbuț, calciatore rumeno
- 1995 - Arsène Elogo, calciatore camerunese
- 1995 - Neja Filipič, lunghista e triplista slovena
- 1995 - Vitalij Gudiev, calciatore russo
- 1995 - Erica Handley, pallavolista statunitense
- 1995 - Akela Jones, multiplista, altista e lunghista barbadiana
- 1995 - Adam Lamhamedi, sciatore alpino marocchino
- 1995 - Radzivon Miskevič, pallavolista bielorusso
- 1995 - Roger Moute a Bidias, cestista camerunese
- 1995 - Isaac Rochell, giocatore di football americano statunitense
- 1995 - Victoria Rodríguez, tennista messicana
- 1995 - Ronan David Jerônimo, calciatore brasiliano
- 1995 - Vamara Sanogo, calciatore francese
- 1995 - Mattia Viel, ex ciclista su strada e pistard italiano
- 1995 - Özge Özacar, attrice, cantante e ballerina turca
- 1996 - Srđan Babić, calciatore serbo
- 1996 - Ilaria Battistoni, pallavolista italiana
- 1996 - Elsie Bay, cantautrice norvegese
- 1996 - Tamerlan Bašaev, judoka russo
- 1996 - Marco Bustos, calciatore canadese
- 1996 - Eudice Chong, tennista hongkonghese
- 1996 - Andrea Compagno, calciatore italiano
- 1996 - Jay Duffy, attore irlandese
- 1996 - Go Youn-jung, attrice sudcoreana
- 1996 - Raúl Gudiño, calciatore messicano
- 1996 - Alize Johnson, cestista statunitense
- 1996 - Ivan Näsberg, calciatore norvegese
- 1996 - Kieran O'Hara, calciatore inglese
- 1996 - Adrian Pertl, sciatore alpino austriaco
- 1996 - Craig Randall II, cestista statunitense
- 1996 - Olena Starikova, pistard ucraina
- 1996 - Aldin Turkeš, calciatore svizzero
- 1997 - Carol Biazin, cantante brasiliana
- 1997 - Isaque Elias Brito, calciatore brasiliano
- 1997 - Aarón Martín, calciatore spagnolo
- 1997 - Isiah Collie, ex calciatore bahamense
- 1997 - Matteo Cotali, calciatore italiano
- 1997 - Richárd Csősz, calciatore ungherese
- 1997 - Louis Delétraz, pilota automobilistico svizzero
- 1997 - Grant Fisher, mezzofondista statunitense
- 1997 - Matt Haarms, cestista olandese
- 1997 - Alejandro Maciel, calciatore argentino
- 1997 - Eduin Quero, calciatore venezuelano
- 1997 - Jill Roord, calciatrice olandese
- 1997 - Agnieszka Skalniak-Sójka, ciclista su strada polacca
- 1997 - Antonio Sánchez Navarro, calciatore spagnolo
- 1997 - Carlos Valenzuela, calciatore argentino
- 1998 - Jay Dasilva, calciatore gallese
- 1998 - Ouparine Djoco, calciatore guineense
- 1998 - August Erlingmark, calciatore svedese
- 1998 - Davide Gavioli, hockeista su pista italiano
- 1998 - Harry Giles, cestista statunitense
- 1998 - Kamil Jóźwiak, calciatore polacco
- 1998 - Iván Nemer, rugbista a 15 italiano
- 1998 - Tommaso Oxilia, cestista italiano
- 1998 - João Queirós, calciatore portoghese
- 1998 - David Raum, calciatore tedesco
- 1998 - Antonín Vaníček, calciatore ceco
- 1998 - Solomon Young, cestista statunitense
- 1999 - Martin Bednár, calciatore slovacco
- 1999 - Álex Collado, calciatore spagnolo
- 1999 - Klejdi Daci, calciatore albanese
- 1999 - Thando Dlodlo, velocista sudafricano
- 1999 - Niamh Emerson, multiplista britannica
- 1999 - Arttu Heinonen, calciatore finlandese
- 1999 - Juan Camilo Hernández, calciatore colombiano
- 1999 - Ranko Jokić, calciatore serbo
- 1999 - Auriana Lazraq-Khlass, multiplista francese
- 1999 - Rhys Norrington-Davies, calciatore gallese
- 1999 - Wesley Ribeiro Silva, calciatore brasiliano
- 1999 - Toni Ročak, cestista croato
- 1999 - Tadija Tadić, cestista serbo
- 1999 - Charlotte Voll, calciatrice tedesca
- 1999 - Ondřej Zmrzlý, calciatore ceco
- 1999 - Jordan, calciatore brasiliano
- 2000 - Michail Ageev, calciatore russo
- 2000 - Miguel Figueira, calciatore brasiliano
- 2000 - Logan Hall, giocatore di football americano statunitense
- 2000 - Bilal Hussein, calciatore svedese
- 2000 - Franco Israel, calciatore uruguaiano
- 2000 - Rogail Joseph, ostacolista e velocista sudafricana
- 2000 - Daniel Liberal, calciatore angolano
- 2000 - Sayfallah Ltaief, calciatore svizzero
- 2000 - Asier Martínez, ostacolista spagnolo
- 2000 - Rashee Rice, giocatore di football americano statunitense
- 2000 - Colin Rösler, calciatore norvegese
- 2000 - Antonio Sefer, calciatore rumeno
- 2000 - William Tidball, pistard e ciclista su strada britannico

## XXI secolo(36)
- 2001 - Kevin Quiambao, cestista filippino
- 2001 - Carmina Olimpia Coftas, modella rumena
- 2001 - Malte Delow, cestista tedesco
- 2001 - Henrik Heggheim, calciatore norvegese
- 2001 - Martin Minčev, calciatore bulgaro
- 2001 - Mike Morris, giocatore di football americano statunitense
- 2001 - Leard Sadriu, calciatore kosovaro
- 2001 - Mario Čuić, calciatore croato
- 2001 - Raul Șteau, calciatore rumeno
- 2002 - Adriana Achcińska, calciatrice polacca
- 2002 - Federico Aguirre, calciatore argentino
- 2002 - Agustin Anello, calciatore statunitense
- 2002 - Ibrahima Bamba, calciatore italiano
- 2002 - Logan Delaurier-Chaubet, calciatore francese
- 2002 - Andrea Giorgini, calciatore italiano
- 2002 - Carlos Martín, calciatore spagnolo
- 2002 - Kike Saverio, calciatore ecuadoriano
- 2002 - Mario Soriano, calciatore spagnolo
- 2003 - Mateo Antoni, calciatore uruguaiano
- 2003 - Sara Caiazzo, calciatrice italiana
- 2003 - Alexandro Calut, calciatore belga
- 2003 - Ginevra Francesconi, attrice e modella italiana
- 2003 - Fariba Hashimi, ciclista su strada afghana
- 2003 - Simone Leathead, tuffatrice canadese
- 2003 - Salvador Mariscal, calciatore messicano
- 2003 - Ramiro Peralta, calciatore argentino
- 2003 - Valdemiro Pinto Domingos, calciatore angolano
- 2003 - Dan Sîrbu, calciatore rumeno
- 2004 - Chiara Diky, nuotatrice artistica slovacca
- 2004 - Juan Manuel Jorge, calciatore uruguaiano
- 2004 - Melissa Peperkamp, snowboarder olandese
- 2005 - Abdoul Koné, calciatore francese
- 2007 - Mustafa Erhan Hekimoğlu, calciatore turco
- 2008 - Duru Kanberoğlu, nuotatrice artistica turca
- 2008 - Zhou Liran, scacchista statunitense
- 2011 - Violet McGraw, attrice statunitense

## Senza anno specificato(1)
- Maria Moninckx, pittrice e illustratrice olandese († 1757)